# Monster Shooter
Monster Shooter est un jeu vidéo de type shoot 'em up développé et édité par Gamelion Studios, sorti en 2012 sur Nintendo 3DS, iOS et Android.

## Accueil
- Nintendo Life : 6/10[1]
- Pocket Gamer : 3,5/5[2]